# The Challenger Disaster

The Challenger Disaster (The Challenger) est un téléfilm britanico-américain réalisé par James Hawes et diffusé en 2013 sur l'accident de la navette spatiale Challenger.

## Synopsis
En 1986, à la suite de l'accident de la navette spatiale Challenger, le président Reagan forme une commission d'enquête présidentielle chargée de déterminer les causes de l'accident. Parmi ses membres se trouve le professeur Richard Feynman, physicien de renom, qui comprend rapidement qu'il est le seul membre réellement indépendant. Avec l'aide d'autres membres de la commission, il parvient à mettre en lumière un certain nombre de défaillances et à révéler au grand jour ce qui a conduit à l'explosion de la navette.

## Fiche technique
- Titre français : The Challenger Disaster
- Titre original : The Challenger
- Réalisation : James Hawes
- Scénario : Kate Gartside
- Production : Laurie Borg
- Musique : Chris Letcher
- Photographie : Lukas Strebel
- Montage : Peter Christelis
- Diffusion télévisée :
  - 18 mars 2013 :  Royaume-Uni
  - le 16 novembre 2013 :  États-Unis

## Distribution

### Les membres de la commission Rogers
- Brian Dennehy : William P. Rogers, le président de la commission
- William Hurt : Richard Feynman
- Bruce Greenwood : Le général Donald J. Kutyna
- Eve Best : Sally Ride
- Stephen Jennings : Neil Armstrong

### Les autres personnages
- Joanne Whalley : Gweneth Feynman, l'épouse de Richard
- Kevin McNally : Mulloy
- Sean Cameron Michael : Judson Lovingood
- Langley Kirkwood : Ingénieur avionique
- Henry Goodman : Dr Weiss
- Robert Hobbs : Allan J Macdonald, employé de Morton Thiokol
- Meganne Young : Michelle Feynman, la fille de Richard
- Nicholas Pauling : Bill Graham
- Adam Neill : Ingénieur des lames
- Nick Boraine : Ingénieur SRB
- Stevel Marc : Le chauffeur de taxi
- Nadia Kretschmer : L'infirmière
- Jose Domingos : Dr Alton Keel
- Andrew Stock : Ronald Reagan
- Abdi Hussein : L'agent de sécurité de la NASA
- Liesl Ahlers : La réceptionniste de l'hôtel
- David Sherwood : George Hardy